# Atroxima liberica
Atroxima liberica är en jungfrulinsväxtart som beskrevs av Otto Stapf. Atroxima liberica ingår i släktet Atroxima och familjen jungfrulinsväxter. Inga underarter finns listade i Catalogue of Life.

## Bildgalleri

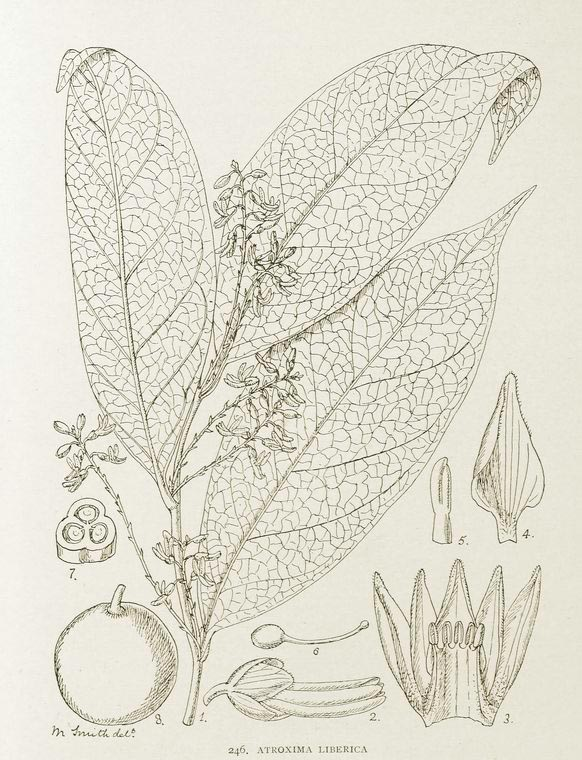